# Pintor del carpintero

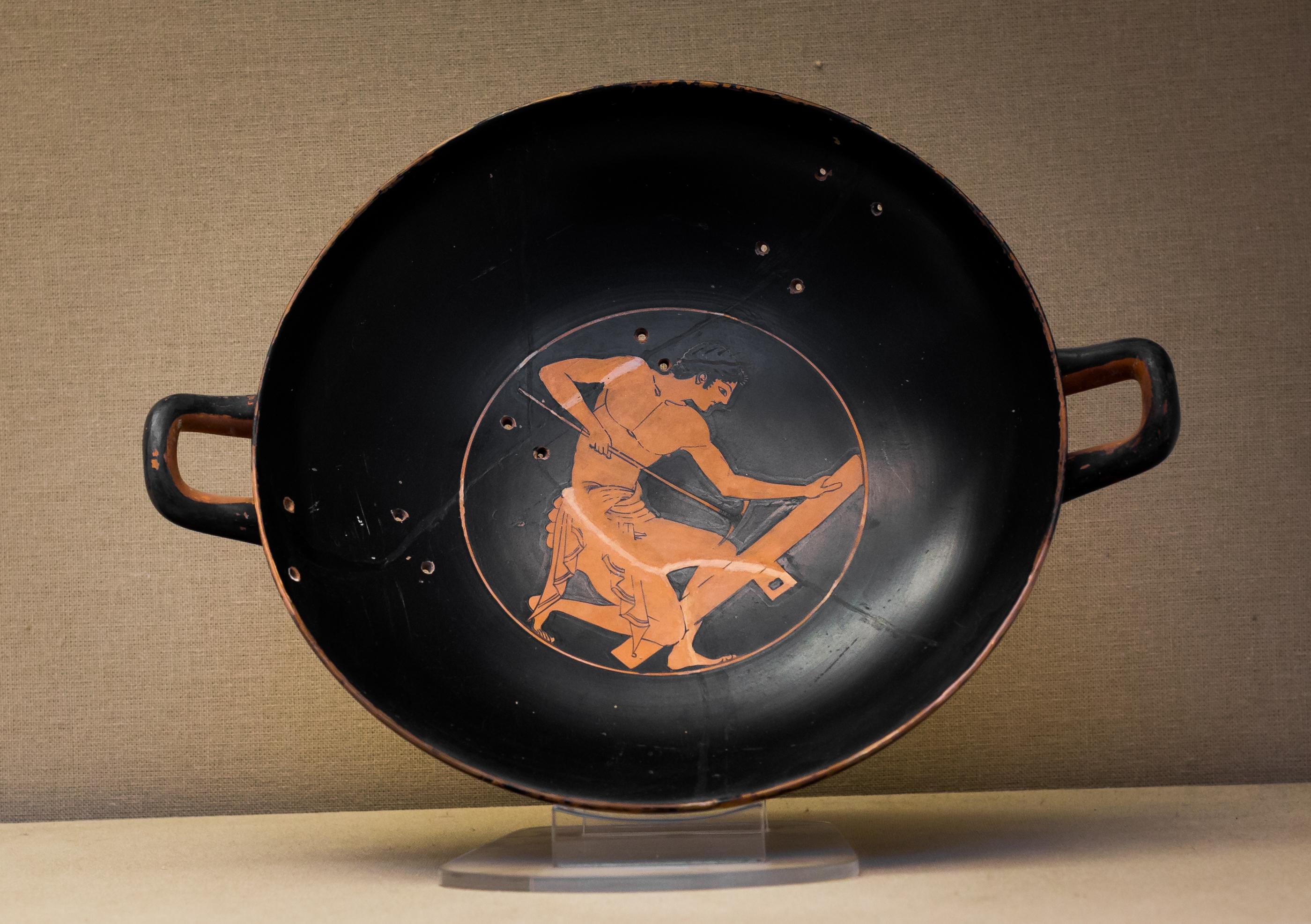
Vaso epónimo del Pintor del carpintero: joven carpintero trabajando.

El Pintor del carpintero fue un pintor griego de cerámica ática de figuras rojas, que trabajó en Atenas a finales del siglo VI a. C.
Fe uno de los primeros pintores de figuras rojas. Se estima que su período creativo está alrededor de la última década del siglo VI a. C. o en algunos casos incluso unos años antes. Su nombre no se ha transmitido, por lo que John Beazley, que reconoció y definió su firma artística dentro del gran cuerpo de cerámica antigua pintada que se ha transmitido, lo distinguió con un nombre convenido. Recibió este nombre por su vaso epónimo en el Museo Británico. Muestra a un joven carpintero que trabaja en una viga de madera. Es una de las representaciones comparativamente raras del mundo laboral griego y la representación aún más rara de artesanos más allá de alfareros, pintores de vasos y metalúrgicos.
El estilo del Pintor del carpintero, como el de muchos pintores de la época, no es fácil de entender. Especialmente el Pintor de Salting está muy próximo a él, la influencia de Eutímides es reconocible. Para ayudar a distinguirlo de otros pintores de vasos, observó la forma en que dibujaba clavículas, músculos pectorales y pezones, giraba las comisuras de su boca hacia abajo y dibujaba largas y delgadas manos y pliegues de la ropa. Lo que llama la atención, sin embargo, es su creatividad en la elección de la imagen, que ha mostrado en varias ocasiones. Por ejemplo, muestra a un sátiro tocando una lira o una cacería de jabalíes. Beazley le atribuye un número comparativamente pequeño de vasos. Ciertamente dos copa y una hidria se le atribuyen. También otras tres copas y una hidria próximas estilísticamente. Además de estos últimos vasos hay dos copas que deben haber sido hechos en el taller del Escita, pero que no fueron decorados por él, sino por un pintor con la proximidad estilística del Pintor del carpintero. Otra copa estilísticamente cercano debe ser fechado antes que los otros. Desde la investigación de Beazley, el cuerpo de los vasos del Pintor del carpintero se ha ampliado un poco. El Archivo Beazley enumera 14 obras del pintor o de su entorno estilístico.